# Karabo Kula
Karabo Kula (12 de junio de 2003) es una deportista botsuana que compite en taekwondo. Ganó dos medallas de bronce en los Juegos Panafricanos, en los años 2019 y 2023, y una medalla de bronce en el Campeonato Africano de Taekwondo de 2022.

## Palmarés internacional
| Juegos Panafricanos | Juegos Panafricanos | Juegos Panafricanos | Juegos Panafricanos |
| Año                 | Lugar               | Medalla             | Categoría           |
| ------------------- | ------------------- | ------------------- | ------------------- |
| 2019                | Rabat (Marruecos)   | Medalla de bronce   | –46 kg              |
| 2023                | Acra (Ghana)        | Medalla de bronce   | –49 kg              |
| Campeonato Africano |                     |                     |                     |
| Año                 | Lugar               | Medalla             | Categoría           |
| 2022                | Kigali (Ruanda)     | Medalla de bronce   | –49 kg              |